# Castillo de Salvatierra de los Barros

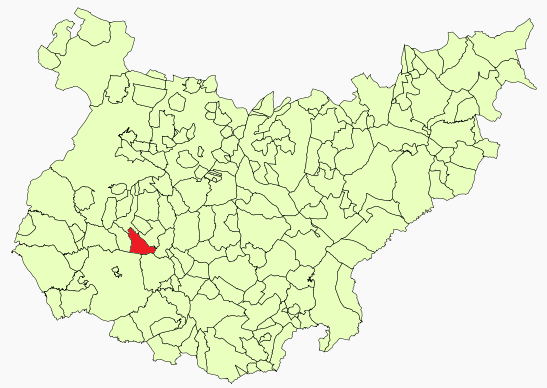
Ubicación del castillo en la provincia de Badajoz.

El Castillo de Salvatierra de los Barros es una fortaleza situada en las inmediaciones de la localidad española de Salvatierra de los Barros en la Sierra Suroeste, en la provincia de Badajoz, a 66 km de Badajoz y 64 de Mérida.

## Historia
La población de Salvatierra era una posesión de Juan Pacheco desde 1444 al que le sucedió la familia de los Duques de Feria. Más adelante, en el año 1461 pasó a pertenecer a la Orden de Alcántara, obtenida junto con Villanueva de Barcarrota y Azagala, por permuta de las poblaciones más lejanas de Cote y Morón si bien la Orden los vendió posteriormente y Salvatierra pasó a ser propiedad de Fernán Gómez de Solís, hermano del Maestre de la Orden de Alcántara Gómez de Cáceres y Solís, en el año 1472.

## Construcción
La fortaleza tiene varios recintos defensivos. El primero y más exterior está compuesto de unos buenos muros flanqueados por torres semicilíndricas en las esquinas que parece ser la parte más antigua. La segunda muralla protege a la torre del homenaje situada en el extremo este del recinto. Esta cuenta, a su vez, con un segundo recinto o barbacana. La parte central del castillo tiene obras que se relacionan con otras similares del siglo XV. En el recinto interior, más cercano al cuerpo principal del castillo tiene torres más pequeñas, semicilíndricas, adosadas al recinto que, a su vez, tiene una buena cantidad de troneras. Recientemente ha sido restaurado.